# 銀獅子賞
銀獅子賞（ぎんじししょう、Leone d'Argento）は、ヴェネツィア国際映画祭の賞である。現在は、最優秀監督賞と審査員大賞（金獅子賞に次ぐ第2席の作品に与えられる）がある。本項目では、主に最優秀監督賞について扱う。

## 概要
銀獅子賞という名前の賞が授与される対象は、これまでいくつもの変遷を経てきた。1953年（第14回）から1957年（第18回）までは金獅子賞の二等賞として0～6作品に与えられた。1958年（第19回）から1986年（第43回）までは銀獅子賞の授与はなく、1987年（第44回）から1994年（第51回）までは金獅子賞にノミネートされた作品の中から0～3作品に与えられた。1990年（第47回）、1998年（第55回）から2015年（第72回）までは最優秀監督賞として与えられた。2016年（第73回）からは最優秀監督賞と審査員大賞に銀獅子賞の名が付けられている。また、1996年からはこれとは別に最優秀短編映画賞としても位置づけられているが、2008年以降は該当作はない。1990年にはHelle Ryslingeが脚本賞として、2006年にはエマヌエーレ・クリアレーゼがRevelation賞として銀獅子賞を受賞しているが、これらの名目で与えられたのは一度だけである。

## 受賞作品
| 開催年          | 受賞作                                                   | 監督                                               | 国                                     |
| --------------- | -------------------------------------------------------- | -------------------------------------------------- | -------------------------------------- |
| 1953年          | 嘆きのテレーズ Thérèse Raquin                            | マルセル・カルネ                                   | フランス イタリア                      |
| 1953年          | 雨月物語                                                 | 溝口健二                                           | 日本                                   |
| 1953年          | 赤い風車 Moulin Rouge                                    | ジョン・ヒューストン                               | イギリス                               |
| 1953年          | 青春群像 I vitelloni                                     | フェデリコ・フェリーニ                             | イタリア                               |
| 1953年          | 虹の世界のサトコ Садко                                   | アレクサンドル・プトゥシコ                         | ソビエト連邦                           |
| 1953年          | 小さな逃亡者 Little Fugitive                             | レイ・アシュレー モリス・エンゲル ルース・オーキン | アメリカ合衆国                         |
| 1954年          | 山椒大夫                                                 | 溝口健二                                           | 日本                                   |
| 1954年          | 七人の侍                                                 | 黒澤明                                             | 日本                                   |
| 1954年          | 波止場 On the Waterfront                                 | エリア・カザン                                     | アメリカ合衆国                         |
| 1954年          | 道 La Strada                                             | フェデリコ・フェリーニ                             | イタリア                               |
| 1955年          | 女ともだち Le amiche                                     | ミケランジェロ・アントニオーニ                     | イタリア                               |
| 1955年          | Ciske de Rat                                             | ヴォルフガング・シュタウテ                         | オランダ 西ドイツ                      |
| 1955年          | Попрыгунья                                               | サムソン・サムソーノフ                             | ソビエト連邦                           |
| 1955年          | 悪徳 The Big Knife                                       | ロバート・アルドリッチ                             | アメリカ合衆国                         |
| 1956年          | -                                                        | -                                                  | -                                      |
| 1957年          | 白夜 Le notti bianche                                    | ルキノ・ヴィスコンティ                             | イタリア フランス                      |
| 1958年 - 1986年 | -                                                        | -                                                  | -                                      |
| 1987年          | 偽りの晩餐 Lunga vita alla signora                       | エルマンノ・オルミ                                 | イタリア                               |
| 1987年          | モーリス Maurice                                         | ジェームズ・アイヴォリー                           | イギリス                               |
| 1988年          | 霧の中の風景 Τοπίο στην ομίχλη                           | テオ・アンゲロプロス                               | ギリシャ                               |
| 1989年          | 千利休 本覺坊遺文                                        | 熊井啓                                             | 日本                                   |
| 1989年          | 黄色い家の記憶 Recordações da Casa Amarela               | ジョアン・セーザル・モンテイロ                     | ポルトガル                             |
| 1990年          | グッドフェローズ Goodfellas                              | マーティン・スコセッシ                             | アメリカ合衆国                         |
| 1991年          | 紅夢 大红灯笼高高挂                                      | チャン・イーモウ                                   | 中国 イギリス領香港 台湾               |
| 1991年          | フィッシャー・キング The Fisher King                     | テリー・ギリアム                                   | アメリカ合衆国                         |
| 1991年          | ギターはもう聞こえない J'entends plus la guitare         | フィリップ・ガレル                                 | フランス                               |
| 1992年          | 愛を弾く女 Un cœur en hiver                              | クロード・ソーテ                                   | フランス                               |
| 1992年          | Hotel de Lux                                             | ダン・ピタ                                         | ルーマニア                             |
| 1992年          | ハモンハモン Jamón Jamón                                 | ビガス・ルナ                                       | スペイン                               |
| 1993年          | コシュ・バ・コシュ/恋はロープウェイに乗って Kosh ba kosh | バフティヤル・フドイナザーロフ                     | タジキスタン ロシア スイス ドイツ 日本 |
| 1994年          | Il Toro                                                  | カルロ・マッツァクラティ                           | イタリア                               |
| 1994年          | 乙女の祈り Heavenly Creatures                            | ピーター・ジャクソン                               | ニュージーランド アメリカ合衆国        |
| 1994年          | リトル・オデッサ Little Odessa                           | ジェームズ・グレイ                                 | アメリカ合衆国                         |
| 1995年-1997年   | なし                                                     |                                                    |                                        |
| 1998年          | 黒猫・白猫 Crna macka, beli macor                        | エミール・クストリッツァ                           | ユーゴスラビア                         |
| 1999年          | ただいま 过年回家                                        | チャン・ユアン                                     | 中国                                   |
| 2000年          | উত্তরা                                                     | ブッダデーブ・ダースグプタ                         | インド                                 |
| 2001年          | رأی مخفی                                                 | ババク・パヤミ                                     | イラン                                 |
| 2002年          | オアシス 오아시스                                        | イ・チャンドン                                     | 韓国                                   |
| 2003年          | 座頭市                                                   | 北野武                                             | 日本                                   |
| 2004年          | うつせみ 빈집                                            | キム・ギドク                                       | 韓国                                   |
| 2005年          | 恋人たちの失われた革命 Les amants réguliers              | フィリップ・ガレル                                 | フランス                               |
| 2006年          | 六つの心 Cœurs                                           | アラン・レネ                                       | フランス                               |
| 2007年          | リダクテッド 真実の価値 Redacted                         | ブライアン・デ・パルマ                             | アメリカ合衆国                         |
| 2008年          | 宇宙飛行士の医者 Bumažnyj Soldat                         | アレクセイ・ゲルマン・ジュニア                     | ロシア                                 |
| 2009年          | Women Without Men                                        | シリン・ネシャット                                 | イラン                                 |
| 2010年          | 気狂いピエロの決闘 Balada triste de trompeta             | アレックス・デ・ラ・イグレシア                     | スペイン                               |
| 2011年          | 天山人海 人山人海                                        | ツァイ・シャンチュン                               | 中国 香港                              |
| 2012年          | ザ・マスター The Master                                  | ポール・トーマス・アンダーソン                     | アメリカ合衆国                         |
| 2013年          | Miss Violence                                            | アレクサンドロス・アブラナス                       | ギリシャ                               |
| 2014年          | 白夜と配達人 Белые ночи почтальона Алексея Тряпицына     | アンドレイ・コンチャロフスキー                     | ロシア                                 |
| 2015年          | エル・クラン El Clan                                     | パブロ・トラペロ                                   | アルゼンチン スペイン                  |
| 2016年          | 触手 La Region Salvaje                                   | アマト・エスカランテ                               | メキシコ                               |
| 2016年          | パラダイス Рай                                           | アンドレイ・コンチャロフスキー                     | ロシア                                 |
| 2017年          | ジュリアン Jusqu'à la garde                              | グザヴィエ・ルグラン                               | フランス                               |
| 2018年          | ゴールデン・リバー Les Frères Sisters                    | ジャック・オーディアール                           | フランス                               |
| 2019年          | ホモ・サピエンスの涙 Om det oändliga                     | ロイ・アンダーソン                                 | スウェーデン                           |
| 2020年          | スパイの妻〈劇場版〉                                     | 黒沢清                                             | 日本                                   |
| 2021年          | パワー・オブ・ザ・ドッグ The Power of the Dog            | ジェーン・カンピオン                               | ニュージーランド                       |
| 2022年          | ボーンズ アンド オール Bones and All                     | ルカ・グァダニーノ                                 | アメリカ合衆国 イタリア                |
| 2023年          | Io Capitano                                              | マッテオ・ガローネ                                 | イタリア                               |
| 2024年          | ブルータリスト The Brutalist                             | ブラディ・コーベット                               | アメリカ合衆国 イギリス ハンガリー     |